# Ernodea
Ernodea é um género botânico pertencente à família Rubiaceae.

## Espécies
- Ernodea angusta
- Ernodea cokeri
- Ernodea gigantea
- Ernodea littoralis
- Ernodea millspaughii
- Ernodea nashii
- Ernodea serratifolia
- Ernodea taylori
- Ernodea uninervis